# Julius Siegfried
Julius Gustav Wilhelm Siegfried (* 9. Juli 1835 auf dem Gut Skandlack, Kreis Rastenburg (Ostpreußen); † 1. Juni 1901 in Wildungen) war ein deutscher Verwaltungsbeamter.

## Leben
Julius Siegfried, Sohn des Rittergutsbesitzers Ferdinand Siegfried und dessen Ehefrau Jeanette, studierte an der Albertus-Universität Königsberg und der Ruprecht-Karls-Universität Heidelberg. 1854 wurde er Mitglied des Corps Litthuania. 1856 schloss er sich dem Corps Saxo-Borussia Heidelberg an. Nach Abschluss des Studiums wurde er Verwaltungsbeamter. Nach der Deutschen Reichsgründung trat er in den Verwaltungsdienst des Reichslands Elsaß-Lothringen ein. Von 1871 bis 1881 war er
Kreisdirektor des Kreises Diedenhofen, von 1882 bis 1887 des Kreises Saarburg und von 1887 bis 1892 des Kreises Hagenau. Als Geheimer Regierungsrat lebte er bis zu seinem Tod 1901 in Straßburg. Er war mit Erika, geb. von Quistorp (Tochter des Generalleutnants Barthold von Quistorp) verheiratet und hatte vier Kinder.

## Auszeichnungen
- Ernennung zum Geheimen Regierungsrat[3]